# Giovanna Caracciolo
Giovanna Caracciolo Ginetti (Roma, 1910 – Roma, 1983) è stata una stilista italiana.

## Biografia
Appartenente a un ramo della famiglia dei principi Caracciolo, fondò, a Roma nel 1947, insieme alla contessa Barbara Rota Angelini Desalles la sua casa di moda, la maison Carosa.
Partecipò con delle sue creazioni alla “First Italian High Fashion Show”, la prima storica sfilata organizzata il 12 febbraio 1951 a Firenze a Villa Torrigiani da Giovanni Battista Giorgini, considerata la data di nascita dell'alta moda italiana. Fra coloro che presentarono i loro modelli ci furono: Alberto Fabiani, l'atelier Simonetta (della duchessa Simonetta Colonna Visconti), Emilio Schuberth, le Sorelle Fontana, Jole Veneziani, la sartoria Vanna (di Manette Valente), Vita Noberasco e Germana Marucelli. Si aggiunsero per il prêt-à-porter Emilio Pucci, Giorgio Avolio, La tessitrice dell'isola (della baronessa Clarette Gallotti) e Mirsa (della marchesa Olga Cisa Asinari di Grésy).
Nel 1952 partecipò insieme ad altre prestigiose firme dell'epoca, quali la Sartoria Antonelli, Vincenzo Ferdinandi, Roberto Capucci, Giovannelli-Sciarra, Germana Marucelli, Polinober, la Sartoria Vanna, Jole Veneziani e sedici ditte di sportswear e boutique, alla sfilata che utilizzò per la prima volta la celebre Sala Bianca di Palazzo Pitti a Firenze. Una giovanissima Oriana Fallaci inviata dal settimanale Epoca ne raccontò la cronaca.
La sua clientela era composta principalmente da membri dall'aristocrazia romana e internazionale. La principessa, nel corso degli anni, ingaggiò presso l'atelier alcuni dei più grandi nomi della moda italiana, tra i quali spiccavano Patrick de Barentzen, Pino Lancetti, Angelo Tarlazzi. Lo stile della maison rispecchiava fedelmente i gusti della Caracciolo Ginetti ed era caratterizzato da una sofisticata attenzione per linee e colori in grado di vestire con eleganza il corpo, anche attraverso elaborati accostamenti di colori.
La maison Carosa chiuse nel 1974, sotto l'incalzare del successo della moda prêt-à-porter.